# Charvel
Charvel è un'azienda produttrice di chitarre elettriche, originariamente fondata nel 1974 da Wayne Charvel ad Azusa, California. Dal 2002 è un marchio della Fender.
I primi strumenti realizzati erano in realtà chitarre Fender modificate e personalizzate da Wayne Charvel nel suo negozio-laboratorio, aperto nel 1974. La nascita del marchio vero e proprio, con le prime chitarre marchiate Charvel, risale al 1978, quando Grover Jackson prima si associò a Charvel nella ditta e poi ne rilevò la proprietà.
Da allora il successo del marchio crebbe, fino a raggiungere il suo apice nell'ambito della musica heavy metal degli anni '80, soprattutto grazie a musicisti come Eddie van Halen, Randy Rhoads ed Allan Holdsworth, e più tardi ad altri come Robbin Crosby e Warren DeMartini (Ratt), Jake E. Lee, (Ozzy Osbourne) e George Lynch (Dokken).

## Storia

### Le origini
Wayne Charvel fondò la "Charvel's Guitar Repair" ad Azusa nel 1974, come ditta per riparazioni di chitarre, set-up e personalizzazioni. In origine venne avviato anche un servizio di vendita per corrispondenza di battipenna bianchi, piastrine per i jack in alluminio anodizzato per le Les Paul, leve per il tremolo per Fender Stratocaster in acciaio inox e altri pezzi di ricambio, creati da Fred Naujock alla F&M Tool & Die di Upland. In questo periodo furono assemblate anche alcune chitarre custom, modificando body e manici comprati da Lynn Elsworth, un vecchio compagno di scuola di Wayne, dal Fender Service Center. Nel 1975 Charvel decise di diventare un costruttore e si mise quindi in affari con la International Sales Associates, un'azienda di marketing gestita da Herschell Blankenship e Shel Horlick, che lo convinsero anche ad acquistare due costosi macchinari della Onsrud per la produzione di body e manici. La ISA, oltre che con Charvel, chiuse un accordo anche con la Schecter, compagnia gestita da Dave Schecter, e con la McCauley Sound, azienda produttrice di parti per casse audio californiana. Secondo gli accordi, la Schecter si sarebbe occupata di produrre le plastiche, i metalli e le parti elettroniche con la McCauley, mentre Charvel avrebbe realizzato le parti in legno, ovvero i body e i manici. I problemi nacquero però quando la ISA iniziò ad accentrare di fatto tutta la gestione dell'affare e anche le entrate, pretendendo poi di redistribuirle secondo criteri mai chiaramente concordati con i partner, e così le parti finirono in tribunale nell'estate del 1977.
Intanto il chitarrista Grover Jackson, dopo aver lavorato tra il 1975 e il 1977 prima alla Anvil Case Company e poi con la Westwood Music in California, decise di riprendere a suonare la chitarra. Fu così che, alla ricerca di un nuovo body per la sua Fender Telecaster, conobbe Wayne Charvel e i due finirono per mettersi in affari insieme. Nel settembre 1977 Jackson acquistò il 10% della Charvel's Guitar Repair, che all'epoca contava tre impiegati: Mark McKee, Karl Sandoval e la segretaria Lisa. Grazie all'amicizia di Jackson con Travis Bean, titolare di una compagnia produttrice di manici in alluminio per chitarre, i due soci visitarono la sua fabbrica, ricevendo in regalo diverse punte di trapano della Vortex usate, che utilizzarono per far funzionare i propri macchinari Onsrud, fino ad allora mai nemmeno accesi da Charvel.
Nell'autunno del 1978 però le cose non andavano bene e Wayne Charvel, tra le alte spese di gestione, i ricavi che stentavano a decollare e la causa con la ISA ancora aperta, si orientò per dichiarare bancarotta. Fu allora che Grover Jackson si offrì di rilevare l'azienda, accollandosi il rischio legale della causa con l'ISA per 33.500 dollari, e versando a Charvel altri 6.500 dollari, per un valore complessivo di circa 40.000 dollari in cambio del locale, dei due macchinari Onsrud e di poco altro.

### La nascita e il successo del marchio
Dopo aver stilato una lista con tutti i beni che componevano la Charvel, Jackson concluse l'acquisto il 10 novembre 1978. Wayne Charvel cedette il marchio immediatamente e non ebbe più nulla a che fare con la compagnia, mentre i vecchi dipendenti Karl Sandoval e Mark McKee decisero di lavorare per la nuova gestione.
Dopo alcuni mesi di inattività, Grover Jackson riuscì a chiudere un contratto come OEM della Mighty Mite per la produzione di body per chitarra. Tuttavia il rapporto non durò a lungo, perché Jerry Sewell, un vecchio compagno di scuola di Jackson che aveva iniziato a collaborare con l'azienda, entrò in affari con Mighty Mite portandosi via il cliente. Jackson non si diede per vinto e riuscì a chiudere alcuni accordi simili a quello con la Mighty Mite per la produzione di body, prima con la DiMarzio e poi con la Music Man, all'epoca in grandi difficoltà dopo l'abbandono da parte di Leo Fender, ma anche questi rapporti durarono poco tempo.
Nel frattempo Jackson aveva capito che la compagnia per emergere avrebbe dovuto produrre strumenti con il proprio marchio e iniziò così a costruire chitarre elettriche marchiate Charvel nel nuovo stabilimento di Glendora, anche se sulla targhetta sul retro delle chitarre appariva ancora la località di San Dimas, sfruttando anche l'uscita del primo album dei Van Halen, sulla cui copertina il chitarrista Eddie van Halen appariva proprio con un modello custom Charvel bianco e nero.
Forte di questo primo endorsement, nel 1979 la Charvel prese parte alla sua prima fiera della NAMM (National Association of Music Merchants), riscuotendo un certo successo anche grazie ai buoni rapporti con la Anvil Case Company e con rivenditori di strumenti come il Guitar Center e la Veneman Music, che garantirono un flusso di denaro sufficiente a renderne stabile la situazione finanziaria.
L'azienda cominciò così a costruirsi un'ottima reputazione in particolare nell'ambito della prolifica scena heavy metal californiana. Nel 1980 Jackson venne quindi contattato da Randy Rhoads, già chitarrista dei Quiet Riot. Rhoads venne in contatto diretto con Jackson dopo che l'anno precedente si era già rivolto al dipendente della Charvel Karl Sandoval, per la costruzione di una chitarra sullo stile della Gibson Flying V, ma con uno sfondo nero a pallini bianchi. Questa chitarra personalizzata era stata chiamata "Polka Dot V", e divenne lo strumento principale del chitarrista durante l'ultimo periodo con i Quiet Riot nel 1979 e durante il primo tour con Ozzy Osbourne del 1980 (gran parte del materiale di Blizzard of Ozz fu registrato proprio con questo modello). Rhoads questa volta si rivolse direttamente a Grover Jackson per farsi costruire un'altra chitarra personalizzata. I due disegnarono una chitarra dalla forma a "V" di colore bianco, ispirata come la precedente alla celebre Gibson Flying V, ma in questo caso con le punte asimmetriche e acuminate. Questo modello venne completato in circa un mese da Tim Wilson, dipendente della Charvel, e venne chiamato "Concorde".
Considerato che proprio in quel periodo il marchio Charvel stava cominciando ad affermarsi, Jackson decise però di non stamparlo su questo modello così estremo e rivoluzionario, nel caso non avesse ottenuto successo. Rhoads acconsentì e Jackson incise così il suo nome sulla paletta, dando alla luce la prima chitarra Jackson Guitars, nato in origine come marchio secondario da sacrificare in caso di flop. Infatti la Charvel era ormai nota per i suoi modelli piuttosto tradizionali, ispirati alle Stratocaster, e non certo per chitarre dalla rivoluzionaria forma a V, che all'epoca non erano molto diffuse proprio perché considerate troppo provocatorie. La morte improvvisa di Rhoads nel 1982 e il fatto che il marchio fosse stato utilizzato da due chitarristi all'epoca così acclamati, come Eddie van Halen e appunto Randy Rhaods, favorì il boom della Charvel/Jackson.
La produzione nella località di Glendora continuò fino al 1986, quando la fabbrica si spostò a Ontario, sempre in California.

### La Charvel asiatica
Nel 1986 partì anche la produzione giapponese con i modelli "Model 1" fino al "Model 6" che vennero prodotti fino al 1988. I modelli Charvel "Model 4" e "Model 6" divennero popolari alla fine degli anni '80 prima che la serie venisse riprogettata nel 1989 e divisa in più serie, includendo "Classic", "Fusion" e "Contemporary". Le chitarre della serie "Classic" includevano i modelli "275", "375", "375 Deluxe", "475", "475 Deluxe" e "750xl". La serie "Fusion" comprendeva modelli Special, Deluxe e Custom che presentavano una scala più corta delle altre; mentre la linea "Contemporary" includeva i modelli "Predator" e "Spectrum". Il modello "Spectrum" era ispirato al modello custom della Jackson costruito per Jeff Beck. Le chitarre prodotte in quest'epoca erano equipaggiate con meccaniche di qualità Gotoh e ponti Floyd Rose di fabbricazione tedesca Schaller.
Venne avviata anche una linea coreana, la Charvette, che riproduceva questi modelli in versione più economica (degno di nota il modello Charvette 170, modello di punta con ponte Jackson JT6 e scalatura corta analoga ai blasonati modelli Charvel serie "Fusion").
Nel 1989 Grover Jackson vendette la compagnia alla giapponese AMIC. Le Charvel erano ora prodotte come chitarre standard fino al 1991. Da notare che sulla targhetta sul retro delle chitarre Charvel prodotte dalla casa giapponese era impresso l'indirizzo "Fort Worth, Texas", ma erano di fatto prodotte in Giappone. Sfortunatamente nei primi anni novanta, con l'emersione della scena grunge ed il conseguente declino di una buona parte del movimento heavy metal, la Charvel ne risentì. Negli anni novanta l'azienda giapponese tentò di recuperare la popolarità e la qualità della Jackson/Charvel degli anni '80, con chitarre giapponesi di alta qualità ed altre fabbricate negli stessi Stati Uniti, ma senza grande successo.

### Il passaggio alla Fender
Verso la fine del 2002 la giapponese AMIC cedette l'azienda Charvel/Jackson alla Fender e il marchio Charvel vide una rinascita con i nuovi modelli fabbricati negli States (prima) e di nuovo in Giappone (poi). I nuovi modelli vennero disegnati e prodotti per riprendere lo spirito originale del marchio negli anni 80. Oggi la Charvel offre diversi modelli fabbricati negli Stati Uniti (Signature), in Messico (Pro-Mod) ed in Corea del Sud, incluso il modello signature di Eddie van Halen, ormai fuori produzione, e nel 2007 venne prodotta una serie limitata chiamata Grover Jackson Legacy Series. Oggi le Charvel prodotte negli Stati Uniti fino al 1986, con l'indirizzo di San Dimas, California, P.O. box sulla targhetta, sono tra le chitarre elettriche più ricercate.

## Modelli Charvel

### Produzione USA
- Charvel San Dimas Strat
- Charvel San Dimas Star
- Charvel San Dimas Telecaster
- Charvel San Dimas Explorer

### Produzione giapponese fino al 1989
- Charvel Model 1 Series
- Charvel Model 2 Series
- Charvel Model 3 Series (tra le quali la model 3DR analoga alla successiva "The Predator")
- Charvel Model 4 Series
- Charvel Model 5 Series (tra le quali la rara model 5FX analoga alla successiva "550 XL")
- Charvel Model 6 Series
- Charvel Model 7 Series (con body tipo telecaster)
- Charvel Model 8 Series (molto rara con forma analoga alla successiva "Spectrum")
- Charvel Model 88 (prodotta in 1000 esemplari nel solo 1988, con corpo in Koa)

### Produzione giapponese dal 1989 al 1992
Come da catalogo 1989:
*Charvel Classic Series:
- 275 Deluxe
- 375 Deluxe
- 475 Special
- 575 Deluxe (basso 4 corde)

*Charvel Fusion Series:
- Fusion Special (scalatura manico 24,75 pollici)
- Fusion Deluxe (scalatura manico 24,75 pollici)
- Fusion Custom (scalatura manico 24,75 pollici)
- Fusion IV (basso, versione 4 corde)
- Fusion V (basso, versione 5 corde)

*Charvel Contemporary Series:
- The Predator
- The Spectrum
- The Legend (body tipo Telecaster)

*Charvel Professional Series:
- 550 XL
- 650 XL
- 650 Custom
- 750 XL
- 850 XL (basso 4 corde)

### Produzione coreana
- Charvette

## Alcuni Endorser Charvel
- Eddie van Halen
- Warren DeMartini
- Carlos Cavazo
- Jake E. Lee
- Vivian Campbell
- Eddie Ojeda
- Richie Sambora
- Robbin Crosby
- George Lynch
- Alex Masi
- Dave Mercado
- Steve Vai
- Neal Schon
- Criss Oliva
- Steve Stevens
- Gary Moore
- Paul Gilbert
- Mark Kendall
- Allan Holdsworth
- Rowan Robertson
- Steve Lynch
- Jeff LaBar
- Vinnie Vincent
- Jim Root
- Angel Vivaldi
- Joe Duplantier